# Ганисон (Јута)
Ганисон (енгл. Gunnison) град је у америчкој савезној држави Јута.

## Демографија
По попису из 2010. године број становника је 3.285, што је 891 (37,2%) становника више него 2000. године.
| Група             | 2000.         | 2010.         |
| Белци             | 2.070 (86,5%) | 2.548 (77,6%) |
| Афроамериканци    | 44 (1,8%)     | 99 (3,0%)     |
| Азијати           | 19 (0,8%)     | 4 (0,1%)      |
| Хиспаноамериканци | 170 (7,1%)    | 506 (15,4%)   |
| Укупно            | 2.394         | 3.285         |